# گمشاد
گمشاد، روستایی از توابع بخش قرقری شهرستان هیرمند در استان سیستان و بلوچستان است.

## جمعیت
این روستا در دهستان قرقری قرار دارد و بر اساس سرشماری سال ۱۳۸۵ جمعیت آن (۱۵۵ خانوار) ۷۸۹ نفر 
بوده است.

## منبع
1. ↑  «نتایج سرشماری ایران در سال ۱۳۸۵». درگاه ملی آمار. بایگانی‌شده از روی نسخه اصلی در ۲۱ آبان ۱۳۹۲.